# Ali Firdus
Ali-beg Firdus (1862 či 1864 Livno, osmanská říše – 30. června 1910 Sarajevo, Bosna a Hercegovina) byl bosenskohercegovský velkostatkář a politik bosňáckého původu.

## Životopis
Narodil se do tradiční a zámožné muslimské rodiny z Livna, který měla hlavní sídlo v obci Vitina. Firdusové se hlásili k perskému původu, firdus je totiž odvozeninou perského slova firdews, tedy ráj). Mezi lety 1740 až 1835 Firdusové zastávali úřad livenského kapetana, velitele hraničářské oblasti. Posledním kapetanem byl Ibrahim-beg (?–1837), který se postupně třikrát oženil. Jeho syn Abdurahman-beg se také oženil třikrát, přičemž ve třetím sňatku s Melćou Atlagić se mu narodil syn Ali-beg.
V rodném městě Ali dokončil ruždii, islámskou základní školu, poté se vzdělával samostudiem. Znalost orientálních jazyků si prohloubil během cest po osmanské říši. Mezi lety 1885–1894 působil jako zastupitel v Livnu, kde také vykonával post starosty (1895–1900). Ve snaze přiblížit se muslimskému autonomistickému hnutí, které žádalo náboženskou a školskou samosprávu, v červenci 1900 podal demisi a přestěhoval se do Sarajeva. Nato působil coby člen Zemského vakufského pověřenectva, které spravovalo majetek islámských nadací v Bosně a Hercegovině.
Koncem roku 1906 se podílel na vzniku Muslimské národní organizace (Muslimanska narodna organizacija), prvního politického hnutí v Bosně a Hercegovině, načež zasedl v jeho Výkonném výboru jako předseda. Během jeho předsednictví císař František Josef I. 15. dubna 1909 vyhlásil autonomní status Islámského společenství (Štatut za autonomnu upravu islamskih vjerskih i vakufsko-mearifskih poslova u Bosni i Hercegovini). Do roku 1910 pak byl faktickým politickým vůdcem bosenskohercegovských muslimů. Krátce před svou smrtí byl jmenován prvním předsedou bosenského parlamentu, saboru.
Firdus zemřel 30. června 1910 v bosenskohercegovské metropoli. Jeho tělesné ostatky byly uloženy ve dvoře Gazi Husrev-begovy mešity v Sarajevu vedle bývalého sarajevského starosty Mustafa-bega Fadilpašiće. Ve vedení Muslimské národní organizace jej nahradil Derviš-beg Miralem, ten se stal i předsedou poslaneckého klubu v saboru.